# Bondé
Bondé är en ort i Burkina Faso.   Den ligger i provinsen Province du Bam och regionen Centre-Nord, i den centrala delen av landet, 140 km norr om huvudstaden Ouagadougou. Bondé ligger 313 meter över havet och antalet invånare är 409.
Terrängen runt Bondé är platt. Närmaste större samhälle är Alga, 6,2 km väster om Bondé.
Trakten runt Bondé består i huvudsak av gräsmarker. Runt Bondé är det ganska glesbefolkat, med 50 invånare per kvadratkilometer.